# Luis Vargas Peña
Luis Vargas Peña (né en avril 1907 et mort en mars 1994) était un footballeur paraguayen.

## Biographie
Il a été le premier paraguayen à marquer un but en Coupe du monde pour le Paraguay, lors d’un match de groupe de la Coupe du monde de football 1930 contre la Belgique joué le 10 juillet. Vargas Peña a aussi eu l’honneur d’être le premier capitaine de l’équipe du Paraguay en Coupe du monde.
Il joua la majeure partie de sa carrière au Club Olimpia.